# シマキンチャクフグ
シマキンチャクフグ（学名：Canthigaster valentini）は、フグ科に分類される魚類の一種。インド太平洋に分布し、岩礁やサンゴ礁に生息する。体には黒色の鞍状斑がある。有毒であり、食用には適さない。無毒のノコギリハギやコクハンアラの幼魚は本種に擬態している。

## 分類と名称
1853年にオランダの魚類学者であるピーター・ブリーカーによって、Tetraodon valentini として初めて記載され、タイプ産地はモルッカ諸島であった。
種小名はオランダの博物学者であるフランソワ・ファレンタインへの献名。

## 分布と生息地
紅海および東アフリカから、ミクロネシアおよびツアモツ諸島、オーストラリアのクイーンズランド州とニューサウスウェールズ州、南日本の太平洋岸、韓国および台湾沿岸まで、インド太平洋に広く分布する。ガラパゴス諸島沖での記録もあるが、その起源については不明である。日本では相模湾以南の太平洋岸および南西諸島に分布する。水深55mまでの岩礁、サンゴ礁、ラグーン、外礁に生息する。

## 形態
全長は最大11cm。背鰭は9軟条、臀鰭は9軟条から成る。背中に4つの鞍状の黒い模様がある。頭部は青灰色で、体は白地に青灰色の斑点が散りばめられている。尾鰭は黄色がかっており、目の後ろには虹色の縞模様がある。

## 生態
昼行性の種である。雑食性であり、緑藻類、紅藻類、ホヤ類、少量のサンゴ、コケムシ、多毛類、棘皮動物、軟体動物、褐藻類を食べる。10-100匹の群れを作って行動し、通常その中には5%の割合でノコギリハギが混泳している。

### 社会構造
成熟した雄は縄張りを持ち、1匹以上の雌を含むハーレムを形成する。支配的な雄の縄張りには、雌雄の未成熟個体が存在することもある。雌は雄の縄張り内にそれぞれ独自の縄張りを持つ。性成熟した雌と縄張りを持たない独身雄は、放浪するか他の集団の近くで生活している。これらの社会集団は雄が支配しているが、雌が重要な役割を果たしている。成熟した雌が死亡するか、何らかの形で排除されると、成熟した雄の縄張りは、生存している雌の縄張りのみを含むように縮小する。雄が排除されても雌は縄張りを維持するが、雄が縄張りを守らない場合、独身雄が乗っ取る可能性が高い。

### 繁殖と成長
雌雄同体であり、性比は半々で、外部形態によって区別できる。優位な雄は縄張り内の雌とのみ交尾し、縄張りの境界を維持する。卵は底生であり、サンゴの上の藻類に付着している。雌は季節に応じて、4日から10日ごとに15-800個以上の卵を一度に産むことができる。産卵は通常、年間を通して午前8時から午後3時30分の間に起こる。卵は捕食されにくいため、親魚による世話は必要ない。捕食者が卵を食べようとすることはほとんどなく、摂取された卵はすぐに排出されることがわかった。これにより、卵を保護せずに縄張りを維持することができる。
卵の直径は0.68-0.72mmで、フグ科の中で最も小さい部類に入る。卵は球形で9つの放射状の層があり、最外層は強力な粘着性を持つ。孵化期間は3-5日間とフグ科の中では比較的長く、日没頃に標準体長1.30-1.40mmの仔魚が孵化する。孵化後24時間で最も急速に成長する。大きくなるにつれて成長率は低下する。孵化すると、仔魚は64-113日間続く浮遊期に入る。サンゴ礁に定着した後、はるかに頑丈な体型の稚魚になる。

### 毒性と防御
本種を含めたフグ類に見られる毒素は、最も強力な自然毒素の1つである。これはテトロドトキシンと呼ばれる神経毒で、皮膚やその他の組織に存在する。これは多くの魚類にとって致命的であるため、捕食者に食べられにくくなっている。本種の毒性に関する詳細な研究はあまり行われていなかったが、2020年の研究の結果、雌雄ともにテトロドトキシンとサキシトキシンを持つことが明らかになった。幼魚や卵も同様に捕食されにくく、その結果他の種とは繁殖行動が異なる。カワハギ科のノコギリハギによるベイツ型擬態のモデルとなっており、本種の捕食率の低さの恩恵を受けている。
毒性以外にも、捕食を回避するための手段を持つ。他のフグと同様に、捕食者を威嚇するために体を膨らませる能力を持つ。膨張可能な胃に水を急速に飲み込むことで体を膨らませる。これにより、元の体積の3-4倍にまで膨らむことがある。捕食者を避けるために、最大10分間膨らんだ状態を維持する必要がある。かつては、フグはこの行動をとるために息を止めていると考えられていた。2014年の研究では、膨らんでいる間は酸素消費量が増加することが明らかになった。これまでは膨らんでいる間は鰓呼吸が停止し、皮膚呼吸が増加すると考えられていたが、この研究では、本種が膨らんでいる間は皮膚呼吸がほぼ行われず、鰓からの酸素摂取量が通常の約5倍になることが判明した。

## 人間との関わり
肝臓や皮膚、卵巣や腸に毒を持つため、食用にはならない。サンゴ礁や藻場に依存しているため、環境破壊の影響を受けている。観賞魚として飼育され、様々な地域で飼育目的に捕獲されている。